# Tempête tropicale Cristobal (2020)
Pour les articles homonymes, voir Cyclone tropical Cristobal.
La tempête tropicale Cristobal est le troisième système tropical de la saison 2020 dans l'Atlantique nord. Il s'agissait de la première fois qu'une troisième tempête tropicale se formait aussi tôt dans l'océan Atlantique nord. C'est aussi à ce moment la seconde plus précoce tempête tropicale à toucher la Louisiane, le 7 juin, la plus précoce étant la tempête tropicale Arlene le 30 mai 1959.
Elle a débuté comme la tempête tropicale Amanda le long de la côte Pacifique du Guatemala avant de se défaire en traversant les terres vers le nord-est. Arrivant dans le sud-est de la baie de Campêche, les restes du système se sont régénérés en dépression tropicale le  1er juin, puis en tempête tropicale le lendemain en dérivant sur les eaux chaudes de la baie avant d'entrer dans les terres le 3 juin. Après quelques jours à donner des pluies abondantes aux côtes sud du Mexique, au Guatemala et au Honduras, Christobal s'est dirigé vers le golfe du Mexique en direction de la Louisiane tard le 5 juin. Le centre de Cristobal a atteint cet État le dimanche 7 juin puis a remonté la vallée du Mississippi tout en faiblissant avant de devenir une dépression post-tropicale dans le Midwest américain le 10 juin. Fusionnant avec une autre dépression, elle s'est ensuite dirigée vers le Canada, passant sur le nord de l'Ontario et du Québec.
Cristobal est surtout remarquable par les pluies abondantes qu'il a laissé tout au long de sa trajectoire, en particulier sur le sud du Mexique et les pays environnants. Les accumulations ont dépassé 500 mm sur de grandes zones, causant des inondations et des glissements de terrain. La tempête a causé la mort de 5 personnes, directement ou indirectement, pour plus de 343 millions $US de dommages, une forte onde de tempête sur les côtes américaines du golfe du Mexique et plusieurs tornades.

## Évolution météorologique
Le NHC a commencé à suivre la dépression tropicale deux-E dans le bassin Pacifique, près de la côte de l'Amérique centrale, le 30 mai. Elle est devenue la tempête tropicale Amanda avant de toucher le Guatemala le 31 mai. Entrant dans les terres, elle s'est dissipée vers 21 h UTC le même jour mais ses restes se sont déplacés vers la baie de Campêche. À 21 h UTC le 1er juin, le système est redevenue une dépression tropicale nommée Trois dans le sud-est de la baie.  À 16 h 15 UTC le 2 juin, le rapport d'un avion de reconnaissance indiqua que Trois avait atteint le statut de tempête tropicale et a reçu le nom Cristobal à 215 km à l'est-nord-est de Coatzacoalcos.

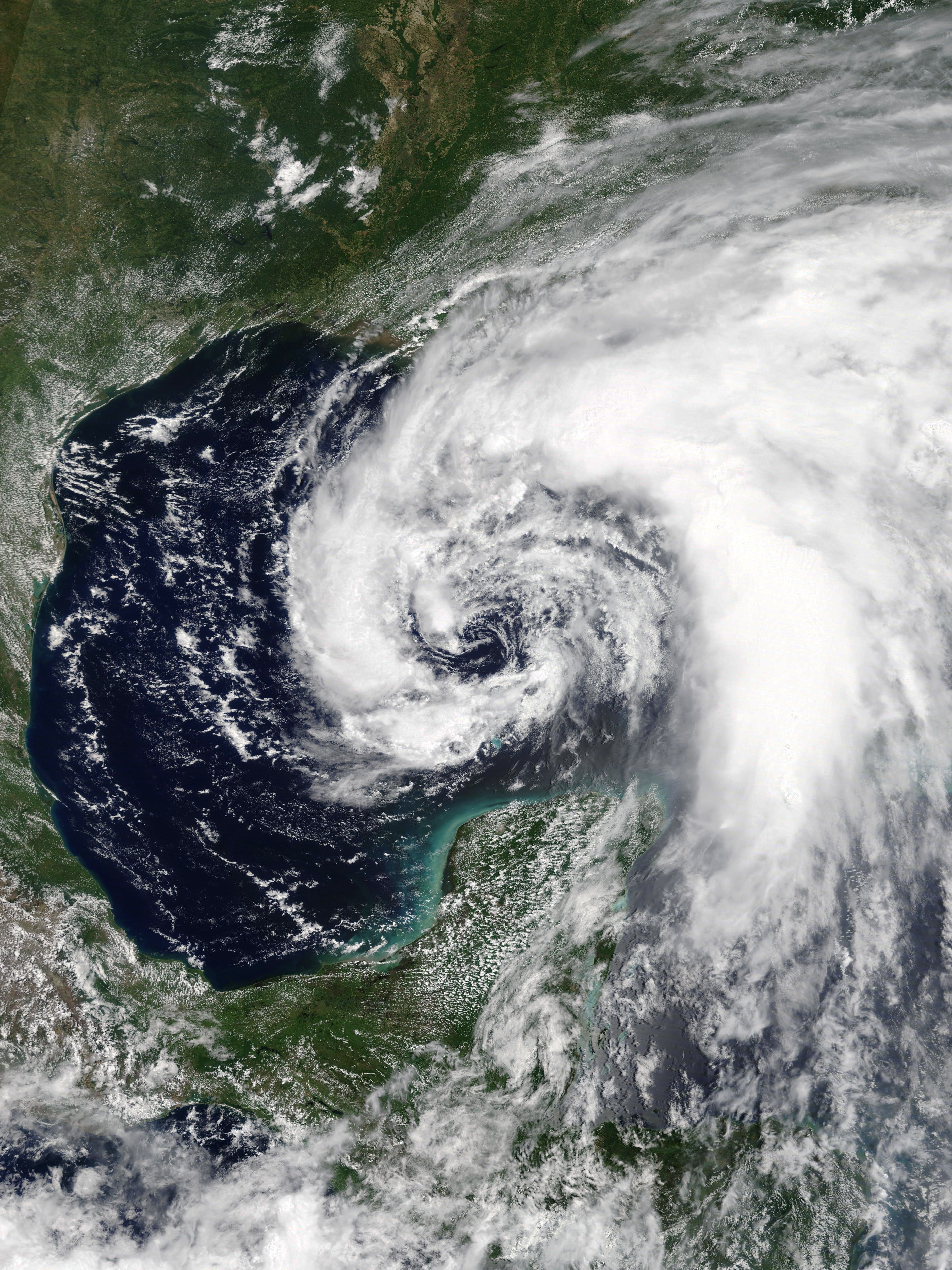
Cristobal au milieu du golfe du Mexique.

Cristobal s'est graduellement renforcé en dérivant vers la côte mexicaine qu'il a touché près de Ciudad del Carmen le matin du 3 juin alors que ses vents soutenus étaient estimés à 95 km/h,. Son déplacement lent vers le sud-sud-est dans un cisaillement vertical des vents faible lui permit de continuer à tirer énergie et humidité de la baie malgré l'effet affaiblissant du frottement sur terre. Cette dernière l'a quand même fait retomber à dépression tropicale au-dessus de Balancán, au sud de Cuidad del Carmen dans l'état de Tabasco, à 15 h UTC le 4 juin. Par la suite, le système est devenu moins organisé en passant dans le nord-est du Guatemala et il a commencé à courber vers l'est puis le nord.
En arrivant près de Mérida et du golfe du Mexique, le système a repris de la vigueur. Cristobal est redevenu une tempête tropicale à 15 h UTC le 5 juin et a accéléré vers le nord pour entrer en mer vers 21 h UTC,. Sa trajectoire était guidée par un flux du sud, entre une crête subtropicale sur l'Atlantique ouest et un creux barométrique sur l'ouest du golfe du Mexique. Sa forme asymétrique, donnant un quadrant Est mieux organisé similaire à un système extra-tropical, fit que la pluie la plus intense affecta aussi loin de la péninsule de Floride avant l'arrivée de la tempête. Ainsi toute la journée du 6 juin, et une partie du 7 juin, il a plu sur toute la Floride, très loin du centre de Cristobal.
Une injection d'air sec par le creux à l'ouest de Cristobal a limité son intensification lors de sa traversée du golfe du Mexique et sa vitesse de déplacement est demeurée à environ 20 km/h. À 3 h UTC le 7 juin, les bandes externes de précipitations du centre de la tempête commençaient à toucher la côte la Louisiane, alors que le système étaient encore à 340 km au sud de l'embouchure du Mississippi. À 12 h UTC, le centre était à environ 110 km/h au sud du delta et les données du radar météorologique NEXRAD de la Nouvelle-Orléans indiquaient que les vents soutenus étaient de 85 km/h avec des rafales plus fortes.
La tempête comportaient plusieurs centres, la moyenne de la position de ceux-ci a touché la côte de la Louisiane près de Grand Isle à 22 h UTC le 7 juin et ses vents soutenus était de 85 km/h. Des rafales à 104 km/h ont été notées à une station météorologique sur Ship Island (Mississippi). Ce centre a frôlé La Nouvelle Orléans au cours de la soirée tout en commençant à faiblir.
À 9 h UTC le 8 juin, le NHC rétrograda le système au niveau de dépression tropicale alors qu'il était à 65 km au nord de Baton Rouge, la capitale de la Louisiane. À partir de ce moment, c'est le Weather Prediction Center (WPC) qui a suivi Cristobal. En fin d'après-midi, la dépression était rendu dans le sud de l'Arkansas et se dirigeait vers le nord à 30 km/h. À 21 h UTC le 9 juin, la dépression était rendue à 45 km au sud-ouest de Davenport (Iowa).
À 3 h UTC le 10 juin (22 h HAC le 9 juin), le WPC a reclassé Cristobal en dépression extratropicale alors qu'il se trouvait dans le sud-ouest du Wisconsin. Sa pression était de 986 hPa et se dirigeait vers le lac Supérieur à 50 km/h. Ce système s'est ensuite joint à un autre pour devenir un système des latitudes moyennes passant sur le nord de l'Ontario et du Québec, au Canada, avant d'atteindre la mer du Labrador le 12 juin et se dissipe le long de la côte du Groenland le 14 juin. Cependant, une reformation côtière, associée à l'onde courte météorologique de l'ex-Cristobal, se produit du côté sud-est du Groenland le 15 juin puis se dissout au sud-est de l'archipel des Svalbard le 18 juin,.

## Préparatifs
Le gouvernement du Mexique a émis un avertissement de tempête tropicale de Campeche vers l'ouest à Puerto de Veracruz le 1er juin. Un total de 9 000 soldats et membres de la Garde nationale a été envoyé pour aider aux préparatifs et aux secours. Selon Tobasco Hoy, un journal local au Mexique, les habitants des communautés à risque comme El Bosque, Rovirosa Segunda et La Costeñita ont été évacués mardi le 2 juin. Mardi, des vagues atteignant 3 mètres de hauteur dans la région ont forcé un capitaine de port à fermer un terminal maritime pour la quatrième journée consécutive pour tous les types de navires.
Après être entré dans les terres, l'avertissement fut annulé le long de la côte de la baie de Campêche le 4 juin. Le lendemain, des veilles de tempête tropicale et d'onde de tempête furent émises pour la côte est de la péninsule du Yucatán et pour la côte de la Louisiane jusqu'au panhandle de Floride avec la prévision de sortie du système vers le golfe du Mexique. Elles furent rehaussées rapidement à des alertes cycloniques. Des avertissements de pluie abondante causant des crues soudaines ont aussi été émis le long et à l'est de la trajectoire de Cristobal, incluant presque toute la Floride. De plus, de multiples avertissements de tornades ont été émis.
La ville côtière de Grand Isle, en Louisiane, a émis un ordre d'évacuation obligatoire à partir de samedi le 6 juin à 6 heures du matin locale. Le même jour, le gouverneur de la Louisiane, John Bel Edwards, a déclaré l'état d'urgence et ordonné des évacuations pour la région. Les résidents du sud de la Louisiane en dehors du système de digues qui protègent La Nouvelle-Orléans des inondations ont été invités à évacuer le secteur dimanche le 7 juin en après-midi en raison de l'onde de tempête attendue.

## Impacts
| Pays       | Décès directs | Décès indirects | Dommages (millions $US) | Références |
| ---------- | ------------- | --------------- | ----------------------- | ---------- |
| Mexique    | 3             | 0               | >186                    | ,          |
| Salvador   | 10            | 0               | N/D                     | [ 29 ]     |
| États-Unis | 0             | 2               | >325                    | [ 30 ]     |
| Total      | 13            | 2               | >511                    |            |
| Total      | 15            |                 | >511                    |            |

### PrécurseurAmanda

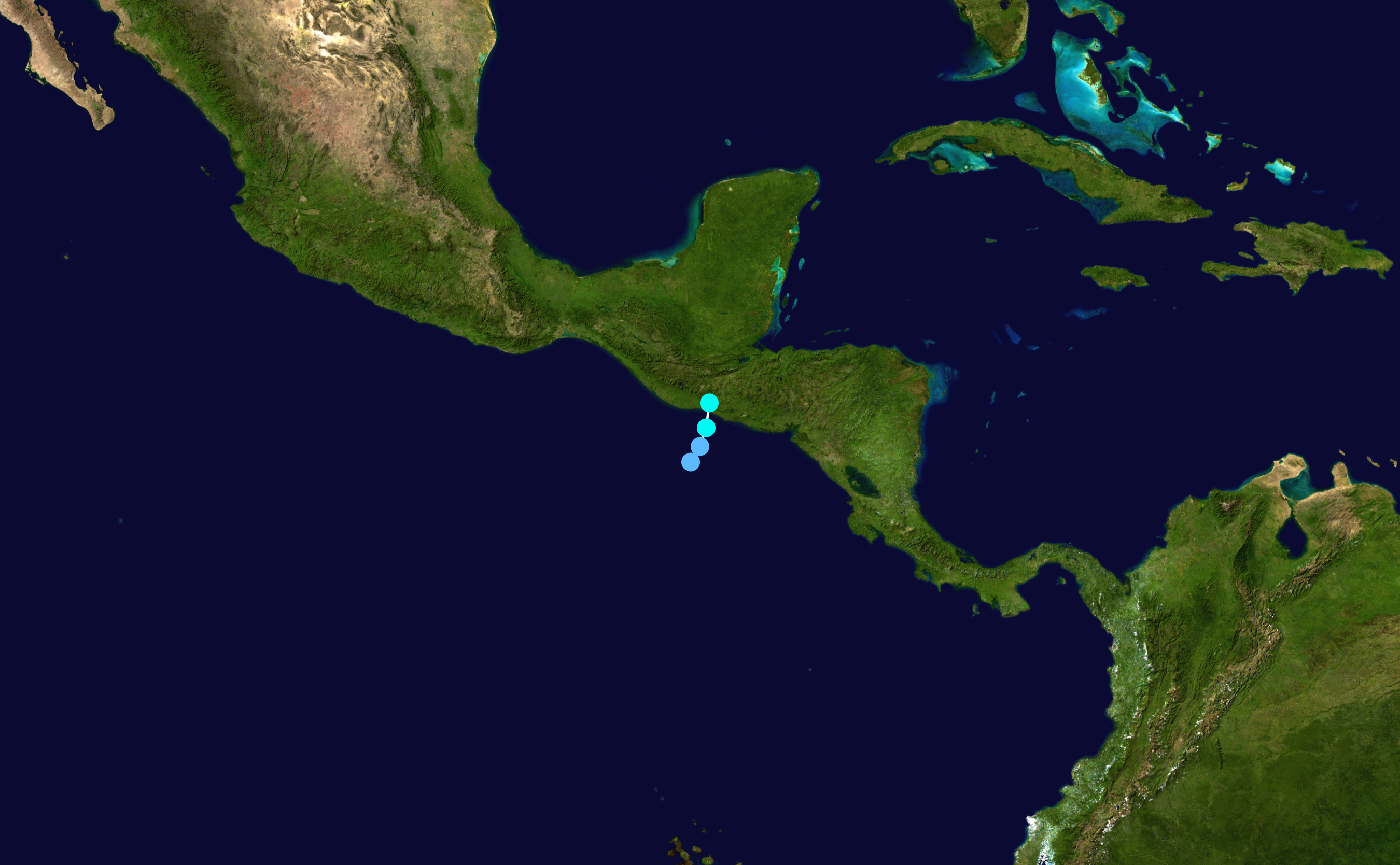
Trajectoire d’Amanda.

La tempête tropicale pacifique Amanda, qui a donné l'onde tropicale menant à Cristobal, a causé au moins 27 décès au Salvador, 2 au Guatemala et 4 au Honduras.
Au Guatemala, près de 1 500 abris furent ouverts pour les personnes touchées par la tempête et les autorités ont signalé 500 maisons endommagées à divers niveaux. Au Honduras, la Commission permanente des intempéries (Copeco) a indiqué que la tempête a provoqué des glissements de terrain et des inondations dans diverses parties du pays.
Au Salvador, les pluies torrentielles ont causé des dégâts importants le long des villes côtières du pays, les rivières ayant débordé et emporté des bâtiments. Les précipitations ont atteint 267,4 mm à Izalco le matin du 31 mai, avant que le centre d’Amanda touche la côte. Plus de 2 000 maisons ont été endommagées à travers le pays et 1 200 familles furent évacuées vers 51 abris à La Libertad, San Salvador, Sonsonate et San Vicente. Le président du Salvador, Nayib Bukele, a déclaré l'état d'urgence national de 15 jours en raison de la tempête. Les restrictions de mouvement en place pour la pandémie de COVID-19 en cours ont été temporairement levées pour permettre aux gens d'acheter des médicaments, tandis que les quincailleries ont été autorisées à ouvrir avec une capacité limitée afin que les gens puissent acheter du matériel pour les réparations. Les dommages dans tout le pays sont estimés à plus de 200 millions de dollars américains.

### Mexique

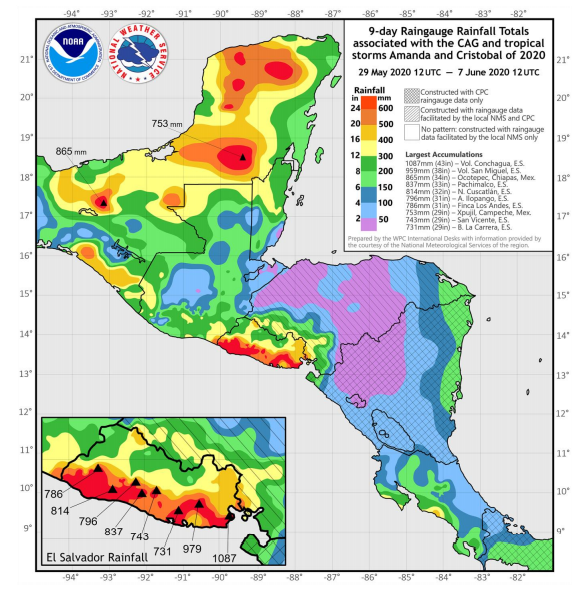
Accumulations de pluie avec Amanda et Cristobal en Amérique centrale et au Mexique.

Le service météorologique mexicain (CONAGUA) a indiqué que du 1er au 5 juin, il est tombé de 400 à 800 mm sur les régions allant du Chiapas à la péninsule du Yucatán,. Cristobal a ainsi laissé 794 mm de pluie du 30 mai au 4 juin à Ocotepec, dans l'État de Chiapas. La capitale du Yucatán, Mérida, a quant à elle enregistré plus de 580 mm de pluie.
D'importantes inondations furent donc rapportées dans toutes ces régions, notamment à Ciudad del Carmen et Mérida, coupant une autoroute à ce dernier endroit,. Les rafales ont aussi atteint 89 km/h. Environ 10 000 citoyens auraient été gravement touchés. Au moins 619 personnes furent évacuées en raison de la menace de glissements de terrain et d'inondations dans les États de Campeche, Chiapas et Yucatán. Au 7 juin, l'état d'urgence avait été décrété dans 30 municipalités (26 du Yucatan et 4 de Quintana Roo) pour pouvoir gérer les conséquences de la tempête, notamment les inondations.
Les récoltes de soja et de nombreuses autres cultures furent détruites ce qui entraîna des millions de dollars de dégâts. Dans l'État de Campeche les pertes furent estimées à 1,84 million $US. Au Yucatán, 95 000 hectares de cultures furent endommagées, soit environ 85 % du total, et les dommages furent estimés à 184 millions $US.
Les plateformes pétrolières mexicaines du golfe du Mexique furent aussi endommagées.
La tempête a tué une personne au Chipas, un motocycliste frappé par la chute d'un arbre. Au Yucatan, un homme est mort noyé en tentant de traverser une rue inondée par 1,9 m d'eau à Santa María, Yaxcabá. Au Quintana Roo, c'est un enfant de dix ans d'origine vénézuélienne qui s'est noyé quand il a été emporté par les flots après s'être extirpé d'un véhicule à la dérive.

### Salvador
Le Salvador a reçu des quantités de pluie similaires à celles du sud du Mexique et du Guatemala. Un glissement de terrain le 4 juin à Zacatecoluca, dans le centre-sud du pays, a tué dix personnes.

### Guatemala
Les quantités de pluie ont dépassé les 400 mm au Guatemala qui avait déjà souffert antérieurement de la tempête tropicale Amanda. Ces nouveaux cumuls ont aggravé la situation des inondations avec de nombreux glissements de terrain.

### États-Unis

#### Floride
Les 6 et 7 juin, au moins six tornades furent signalées dans les bandes orageuses les plus externes associées à Cristobal. Le 6 juin à Orlando, c'est une tornade d'intensité EF-1 qui est passée au centre-ville, déracinant des arbres, cassant de grosses branches et causant des dommages aux toits des maisons ainsi qu'à des structures. Les dommages furent estimés à 870 000 $US,

#### Louisiane, Alabama, Mississippi
Avant l'arrivée de la tempête, deux enfants se sont noyés en Louisiane après avoir été retenus dans le golfe au large de Grand Isle par le courant d'arrachement associé à Cristobal.
Le 7 juin, l'onde de tempête de 1,5 m a provoqué des inondations le long de la majeure partie de la côte de la Louisiane et a inondé la seule route menant et sortant de Grand Isle déjà évacuée. Les pluies torrentielles et l'onde de tempête ont provoqué une inondation de cette île barrière, la pire depuis l'ouragan Isaac en 2012. Une grande partie de la route numéro 1 dans le sud de l'État a été complètement inondée et environ 4 000 pannes de courant furent répertoriées à La Nouvelle-Orléans. Les dégâts aux structures dans le sud de l'État étaient estimés à 150 millions $US le 13 juin.
Les inondations furent importantes au Mississippi après l'arrivée de Cristobal, et un état d'urgence a été déclaré par le gouverneur du Mississippi, Tate Reeves, le 10 juin pour aider à accélérer les efforts de secours. L'estimation préliminaire des dommages dans l'État a atteint 5,2 millions de dollars.

#### Ailleurs
Cristobal a donné de fortes pluies de l'Arkansas au Wisconsin tout en se transformant en dépression des latitudes moyennes dans ce dernier État,. Le système post-tropical a apporté du temps orageux à la région du lac Supérieur et du lac Michigan, y compris de hautes vagues le long de l'extrémité nord de la baie de Green Bay. Il a ensuite traversé dans le nord de l'Ontario.
L'abondante d'humidité et l'instabilité ont provoqué un risque modéré d'orages violents pour une grande partie de la région des Grands Lacs. Le Storm Prediction Center a rapporté le matin du 11 juin un grand nombre de bris par le vent et la grêle dans le secteur chaud de cette dépression, ainsi qu'une tornade d'intensité EF-2 dans le comté de Beaver (Pennsylvanie),. Une autre tornade a été confirmée plus tard à Leetonia, Ohio. Ces orages furent associés à une ligne de grains classée plus tard comme un derecho.
Plus de 55 000 pannes de courant électriques ont été rapportées à travers le Michigan le 10 juin dans les orages, avec des rafales allant jusqu'à 100 km/h. Mais c'est un total de 650 000 personnes qui ont perdu le courant électrique de l'Indiana et à l'ouest de l'État de New York,.

### Canada
Dans le secteur chaud de la dépression post-tropicale, les lignes orageuses ont également affecté l'Ontario et l'ouest du Québec le 10 juin. Dans le sud de l'Ontario, de nombreux dommages furent causés par les vents, ainsi que par de la grosse grêle à quelques endroits, coupant le courant électrique à plus de 43 000 clients. Au moins deux tornades furent signalées dans la région de London, l'une  à Glencoe vers 19 h 50 locale et l'autre à Belmont 40 minutes plus tard,.
Au Québec, les vents dans le secteur chaud, soufflant en rafales jusqu’à 80 km/h le 11 juin, ont brisé de grosses branches et déraciné certains arbres. Ces débris et le mouvement des autres branches touchant les fils électriques ont causé des pannes chez plus de 130 000 clients, dont la moitié dans la région métropolitaine de Montréal.